# Richmont Castle

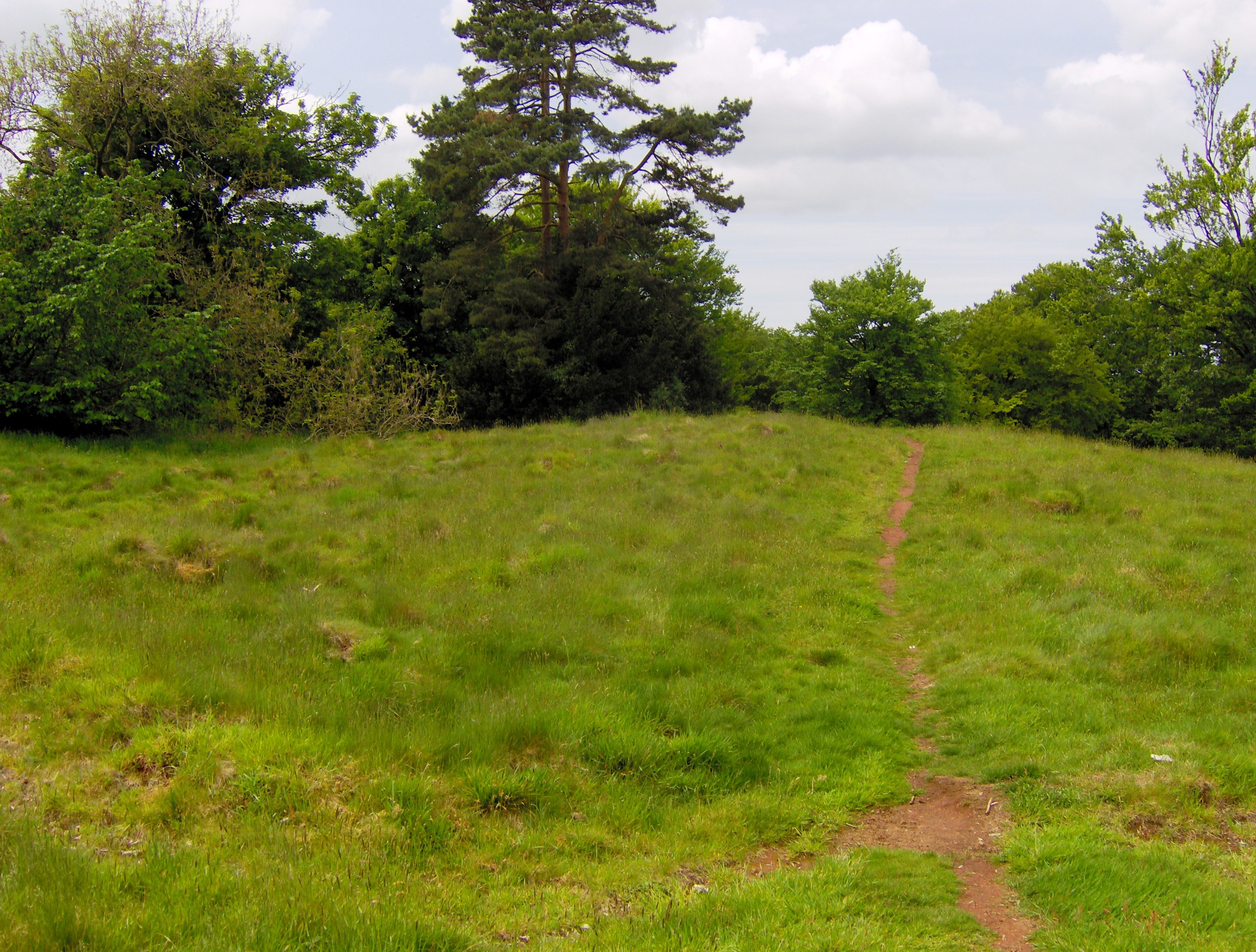
Ehemaliges Burggelände von Richmont Castle

Richmont Castle ist eine abgegangene Höhenburg in der Nähe des Dorfes East Harptree in der englischen Grafschaft Bath and North East Somerset. Zu der Motte, die heute vollkommen ruiniert ist, gehörten einst ein Park und ein künstlicher See. Sie diente als Bergbaugericht.

## Lage
Richmont Castle entstand vermutlich bald nach der normannischen Eroberung Englands 1066 in der Nähe des Dorfes East Harptree. Der Name bedeutet entweder „reicher Berg“ oder „starker Berg“. Die Burg wurde auf einem steilen Sporn über dem Tal des River Chew errichtet. Neben diesem Flusstal geht ein weiteres Tal von diesem Sporn aus.

## Beschreibung
Die erste Version der Burg scheint mit nur einem Burghof auf der Südseite gebaut worden zu sein, möglicherweise unter Einbeziehung einer alten Festung aus der Eisenzeit, ähnlich wie beim nahegelegenen Bincknoll Castle. Spätere Versionen der Burg hatten einen inneren Burghof innerhalb dieses ersten Burghofes und einen runden Donjon am höchsten Punkt des Sporns. Die Burg wurde Teil eines Landschaftsparks und war von einem mittelalterlichen Rehpark names Great Park umgeben. Unterhalb des Donjons wurde im westlichen Talgrund vermutlich ein künstlicher See angelegt.

## Geschichte
Die Burg wurde vermutlich im 11. Jahrhundert auf Geheiß von William FitzJohn aus Harptree errichtet.
Im 12. Jahrhundert war Richmont Castle in den Bürgerkrieg der Anarchie verwickelt, als Kaiserin Matilda England unter ihre Kontrolle zu bringen versuchte. Die Burg war in Händen von William de Harptree, der Matilda unterstützte. 1138 zog König Stephan, nachdem er erfolglos versucht hatte, Bristol einzunehmen, mit seinen Truppen nach Richmont und nahm laut den Chronisten die Burg durch eine Täuschung ein: König Stephan ließ seine Belagerungsgeräte in einiger Entfernung zur Burg aufstellen. Nachdem die Garnison einen Ausfall wagte, um aus dieser Situation Nutzen zu ziehen, griffen Stephans Truppen schnell das Haupttor der Burg hinter ihnen an, brannten es nieder und nahmen so die Burg ein.
Im Jahre 1205 besuchte König Johann Ohneland die Burg. Die Familien De Harptree und De Guerney nutzten die Burg das ganze Mittelalter über und machten sie zum Verwaltungszentrum und Gerichtsstand eines der vier Bergwerke in der Region Mendip.

### Aufgabe
In den 1540er-Jahren lag die Burg in Ruinen und wurde aufgegeben. Die Bausteine wurden zum Bau von Wohnhäusern in der Gegend genutzt. Im 17. und 18. Jahrhundert wurde auf dem Burggelände intensiv nach Blei und Calamine gegraben, das in den Gießereien von Bristol verwendet wurde. Heute gilt das Gelände ein Scheduled Monument und man kann dort noch ein kleines Fragment des Donjons sehen.